# Nati l'8 ottobre

## XIII secolo(1)
- 1220 - Goffredo da Bussero, presbitero e scrittore italiano

## XIV secolo(1)
- 1374 - Margherita di Borgogna, principessa († 1441)

## XV secolo(3)
- 1438 - Bernardo Pulci, poeta italiano († 1488)
- 1484 - Antonio Pucci, cardinale italiano († 1544)
- 1485 - Girolamo degli Albizi, politico e condottiero italiano († 1556)

## XVI secolo(7)
- 1515 - Margaret Douglas, nobildonna scozzese († 1578)
- 1550 - Antonio Zapata y Cisneros, cardinale spagnolo († 1635)
- 1551 - Giulio Caccini, compositore e cantore italiano († 1618)
- 1553 - Jacques-Auguste de Thou, magistrato, storico e scrittore francese († 1617)
- 1562 - Cesare d'Este, nobile italiano († 1628)
- 1585 - Heinrich Schütz, compositore e organista tedesco († 1672)
- 1587 - Thomas Howard, I conte di Berkshire, nobile e politico inglese († 1669)

## XVII secolo(16)
- 1615 - Ermanno Augusto di Brandeburgo-Bayreuth, nobile tedesco († 1651)
- 1618 - Claude Lamoral I di Ligne, militare spagnolo († 1679)
- 1619 - Philipp von Zesen, poeta e scrittore tedesco († 1698)
- 1621 - Massimiliano Enrico di Baviera, arcivescovo cattolico tedesco († 1688)
- 1653 - Michel Baron, attore teatrale e drammaturgo francese († 1729)
- 1657 - Wigerus Vitringa, pittore olandese († 1725)
- 1661 - Michel Le Quien, presbitero, teologo e storico francese († 1733)
- 1671 - José Carrillo de Albornoz, duca di Montemar, condottiero spagnolo († 1747)
- 1671 - Michele Ricciardi, pittore italiano († 1753)
- 1674 - Antonino Serafino Camarda, vescovo cattolico italiano († 1754)
- 1676 - Benito Jerónimo Feijoo, saggista e religioso spagnolo († 1764)
- 1679 - Michael Johann von Althann, nobile e politico austriaco († 1727)
- 1679 - Francesco Baccari, vescovo cattolico italiano († 1736)
- 1690 - Jaime Casellas, compositore spagnolo († 1764)
- 1692 - Antonio Palella, compositore e clavicembalista italiano († 1761)
- 1699 - Gottfried Prehauser, attore teatrale e commediografo austriaco († 1769)

## XVIII secolo(31)
- 1712 - Alison Cockburn, poetessa scozzese († 1794)
- 1730 - Eugenio di Sassonia-Hildburghausen, principe e generale († 1795)
- 1737 - Sofia Carolina Maria di Brunswick-Wolfenbüttel, principessa († 1817)
- 1741 - José Cadalso, scrittore e militare spagnolo († 1782)
- 1747 - Jean-François Reubell, politico, diplomatico e avvocato francese († 1807)
- 1749 - Rosalie Levasseur, soprano francese († 1826)
- 1749 - Carlo Felice Soave, architetto svizzero († 1803)
- 1750 - Adam Afzelius, botanico e zoologo svedese († 1837)
- 1751 - Gaetano d'Ancora, archeologo, filologo e grecista italiano († 1816)
- 1752 - François Cabarrus, banchiere e politico spagnolo († 1810)
- 1753 - Sofia Albertina di Svezia, principessa e religiosa svedese († 1829)
- 1756 - Giuseppe Thaon di Revel di Sant'Andrea, generale italiano († 1820)
- 1758 - Francesco Carelli, numismatico, archeologo e antiquario italiano († 1832)
- 1760 - Dionisio Alcalá Galiano, militare, cartografo e esploratore spagnolo († 1805)
- 1760 - Francesco Ansaldo Teloni, vescovo cattolico italiano († 1846)
- 1765 - Harrison Gray Otis, imprenditore, avvocato e politico statunitense († 1848)
- 1766 - Luigi d'Assia-Philippsthal, generale tedesco († 1816)
- 1778 - Pietro Manni, medico italiano († 1839)
- 1778 - Hyacinthe-Louis de Quélen, arcivescovo cattolico francese († 1839)
- 1779 - Johann Baptist Ziz, botanico tedesco († 1829)
- 1783 - Christian Molbech, storico, critico letterario e filologo danese († 1857)
- 1785 - Arvid August Afzelius, pastore protestante e poeta svedese († 1871)
- 1786 - Thomas Degeorge, pittore francese († 1854)
- 1788 - Arthur Hill, III marchese del Downshire, nobile e politico irlandese († 1845)
- 1789 - Nikolaj Vasil'evič Dolgorukov, nobile e diplomatico russo († 1872)
- 1789 - William Swainson, ornitologo, entomologo e artista inglese († 1855)
- 1790 - Waldemar Thrane, direttore d'orchestra e compositore norvegese († 1828)
- 1793 - Carlo Tedaldi Fores, scrittore italiano († 1829)
- 1797 - Ludwig Förster, architetto austriaco († 1863)
- 1798 - Karl Ludwig von Bruck, politico e diplomatico austriaco († 1860)
- 1799 - Philarète Chasles, critico letterario, giornalista e traduttore francese († 1873)

## XIX secolo(170)
- 1802 - Brigida Fava Ghisilieri, politica italiana († 1877)
- 1803 - Clementina de Como, scrittrice francese († 1871)
- 1805 - Alfred Armand, architetto e numismatico francese († 1888)
- 1805 - Alessandro Calandrelli, politico e militare italiano († 1888)
- 1808 - Marianna Brighenti, cantante lirica italiana († 1883)
- 1809 - Davide Caminati, militare italiano († 1859)
- 1810 - James Wilson Marshall, statunitense († 1885)
- 1810 - Zaharij Zograf, pittore bulgaro († 1853)
- 1811 - Moritz von Bethmann, banchiere tedesco († 1877)
- 1811 - George Bowyer, VII baronetto, politico inglese († 1883)
- 1813 - Friedrich von Fürstenberg, cardinale e arcivescovo cattolico austriaco († 1892)
- 1813 - Carl Amand Mangold, compositore e direttore d'orchestra tedesco († 1889)
- 1816 - Giosuè Meli, scultore italiano († 1893)
- 1820 - Denis Gavini, politico e avvocato francese († 1916)
- 1821 - Giuseppe Augusto Cesana, giornalista, imprenditore e scrittore italiano († 1903)
- 1821 - Giovanni Grioli, presbitero e patriota italiano († 1851)
- 1821 - Friedrich Kiel, compositore e docente tedesco († 1885)
- 1823 - Ivan Sergeevič Aksakov, giornalista e biografo russo († 1886)
- 1824 - Heinrich Leutemann, pittore e illustratore tedesco († 1905)
- 1824 - Francesco Nobile, politico italiano († 1892)
- 1826 - Emily Blackwell, medico e educatrice statunitense († 1910)
- 1827 - Camillo Cima, drammaturgo, illustratore e pittore italiano († 1908)
- 1827 - Francisque Sarcey, critico teatrale e giornalista francese († 1899)
- 1830 - Ernesto Fontana, vescovo cattolico italiano († 1910)
- 1830 - Marcello Panissera di Veglio, nobile e politico italiano († 1886)
- 1831 - Paul von Hatzfeldt, politico e diplomatico tedesco († 1901)
- 1832 - Antonio Franco, brigante italiano († 1865)
- 1832 - Robert Hartmann, naturalista, anatomista e etnografo tedesco († 1893)
- 1833 - Pietro Ellero, giurista, criminologo e politico italiano († 1933)
- 1833 - Edmund Clarence Stedman, poeta, critico letterario e banchiere statunitense († 1908)
- 1833 - André Theuriet, poeta francese († 1907)
- 1835 - Christian Otto Mohr, ingegnere tedesco († 1918)
- 1837 - Giulio Monteverde, scultore e politico italiano († 1917)
- 1838 - Antonio Balbiani, scrittore, docente e giornalista italiano († 1889)
- 1838 - John Hay, politico, diplomatico e giornalista statunitense († 1905)
- 1838 - Montagu Lowry-Corry, I barone Rowton, filantropo e politico inglese († 1903)
- 1839 - Enrico Novaria, patriota e militare italiano († 1866)
- 1839 - Johannes Otzen, architetto tedesco († 1911)
- 1842 - Ferdinand Humbert, pittore francese († 1934)
- 1843 - Kitty Kielland, pittrice norvegese († 1914)
- 1843 - Elise Ransonnet-Villez, pittrice e incisore austriaca († 1899)
- 1844 - Paul Lhérie, tenore e baritono francese († 1937)
- 1844 - Giacomo Lumbroso, archeologo, storico e glottologo italiano († 1925)
- 1846 - Tarleton Hoffman Bean, zoologo statunitense († 1916)
- 1846 - George Henry Fox, dermatologo statunitense († 1937)
- 1846 - Elbert H. Gary, avvocato statunitense († 1927)
- 1846 - Björn Jónsson, politico islandese († 1912)
- 1847 - Giacinto Gaggia, arcivescovo cattolico italiano († 1933)
- 1848 - Emilio Barbieri, baritono italiano († 1899)
- 1848 - Marcos Morínigo, politico paraguaiano († 1901)
- 1848 - Pierre de Geyter, operaio e musicista belga († 1932)
- 1849 - Frank Hyde, pittore inglese († 1937)
- 1850 - Henri Le Châtelier, chimico francese († 1936)
- 1851 - Solone Ambrosoli, numismatico italiano († 1906)
- 1852 - Césaire Phisalix, fisico e biologo francese († 1906)
- 1853 - Hugo Toeppen, lottatore statunitense († 1933)
- 1855 - George Edwardes, direttore artistico e produttore teatrale britannico († 1915)
- 1855 - Ernesto Presbitero, militare e politico italiano († 1923)
- 1855 - Edgar Saltus, scrittore statunitense († 1921)
- 1857 - Antonio Bizzozero, agronomo italiano († 1934)
- 1857 - Filippo Franzoni, pittore e fotografo svizzero († 1911)
- 1858 - Vincenzo Migliaro, pittore, scultore e incisore italiano († 1938)
- 1859 - Federico Amodeo, storico della scienza italiano († 1946)
- 1860 - John D. Batten, pittore, illustratore e incisore britannico († 1932)
- 1860 - Benjamin Preston Clark, entomologo statunitense († 1939)
- 1860 - Ferdinand Faivre, scultore francese († 1937)
- 1861 - Theodore Roberts, attore statunitense († 1928)
- 1861 - Giuliano Vanghetti, medico italiano († 1940)
- 1862 - Emil von Sauer, pianista e compositore tedesco († 1942)
- 1863 - Alceo Cattalochino, generale italiano († 1917)
- 1863 - Edythe Chapman, attrice statunitense († 1948)
- 1863 - Fredrik Lilljekvist, architetto svedese († 1932)
- 1864 - Kikunae Ikeda, chimico giapponese († 1936)
- 1864 - Ozias Leduc, pittore canadese († 1955)
- 1866 - Miquel Blay, scultore spagnolo († 1936)
- 1866 - Sherard Osborn Cowper-Coles, inventore inglese († 1936)
- 1867 - Gottlieb Elster, scultore tedesco († 1917)
- 1867 - William Valentine, arciere statunitense († 1932)
- 1868 - Felice Assennato, politico italiano († 1957)
- 1868 - Max Slevogt, pittore tedesco († 1932)
- 1869 - Giuseppe Palica, arcivescovo cattolico italiano († 1936)
- 1870 - Alexander Brosch Edler von Aarenau, militare austro-ungarico († 1914)
- 1870 - Pat Powers, produttore cinematografico e regista irlandese († 1948)
- 1870 - Louis Vierne, organista e compositore francese († 1937)
- 1871 - Ma Barker, criminale statunitense († 1935)
- 1871 - Ivan Maksimovič Poddubnyj, wrestler ucraino († 1949)
- 1872 - Kristine Bonnevie, biologa norvegese († 1948)
- 1872 - Giovanni Guarino Amella, politico italiano († 1949)
- 1872 - Ralph Lewis, attore statunitense († 1937)
- 1872 - Mary Engle Pennington, biochimica e batteriologa statunitense († 1952)
- 1872 - John Cowper Powys, scrittore britannico († 1963)
- 1873 - Giovanni Calabria, presbitero italiano († 1954)
- 1873 - Giovanni Da Montelatico, ciclista su strada italiano
- 1873 - Ejnar Hertzsprung, astronomo e chimico danese († 1967)
- 1873 - Aleksej Viktorovič Ščusev, architetto russo († 1949)
- 1874 - István Bethlen, politico ungherese († 1946)
- 1874 - Margaret Lygon Russell, baronessa Ampthill, nobildonna inglese († 1957)
- 1874 - Nance O'Neil, attrice statunitense († 1965)
- 1874 - Hugo Süchting, scacchista tedesco († 1916)
- 1875 - Domenico Cortopassi, compositore e direttore d'orchestra italiano († 1961)
- 1875 - Laurence Doherty, tennista britannico († 1919)
- 1875 - Enno Walther Huth, imprenditore tedesco († 1964)
- 1875 - Vera Aleksandrovna Trefilova, danzatrice russa († 1943)
- 1876 - Filippo Cortesi, arcivescovo cattolico italiano († 1947)
- 1876 - Harald di Danimarca, principe danese († 1949)
- 1876 - Richard Stanton, attore e regista statunitense († 1956)
- 1876 - Cécile Tormay, scrittrice, attivista e traduttrice ungherese († 1937)
- 1877 - Hans Heysen, pittore australiano († 1968)
- 1878 - Walther Katzenstein, canottiere tedesco († 1929)
- 1879 - Felice Maria Cappello, presbitero italiano († 1962)
- 1879 - Italo Cristalli, tenore italiano († 1932)
- 1879 - Javotte Bocconi Manca di Villahermosa, nobildonna e mecenate italiana († 1965)
- 1879 - George Van Cleaf, pallanuotista e nuotatore statunitense († 1905)
- 1880 - Nora Bayes, attrice e cantante statunitense († 1928)
- 1880 - Fritz Bleyl, artista tedesco († 1966)
- 1881 - Tom Bundy, tennista statunitense († 1945)
- 1881 - Anton Czerwinski, presbitero polacco († 1938)
- 1881 - Vincenzo Peruggia, decoratore italiano († 1925)
- 1882 - Liborio Salomi, geologo, paleontologo e naturalista italiano († 1952)
- 1882 - Karl Stürmer, allenatore di calcio e calciatore austriaco († 1943)
- 1883 - Meroujan Barsamian, giornalista, poeta e editore armeno († 1944)
- 1883 - Otto Heinrich Warburg, medico e fisiologo tedesco († 1970)
- 1883 - Yan Xishan, generale e politico cinese († 1960)
- 1884 - Fredric Landelius, tiratore a segno e tiratore a volo svedese († 1931)
- 1884 - Walter von Reichenau, generale tedesco († 1942)
- 1885 - Khải Định, imperatore vietnamita († 1925)
- 1886 - Wim Groskamp, calciatore olandese († 1974)
- 1887 - Ira Davenport, giocatore di baseball, giocatore di football americano e mezzofondista statunitense († 1941)
- 1887 - Franz Dischinger, architetto e ingegnere tedesco († 1953)
- 1887 - Huntley Gordon, attore canadese († 1956)
- 1887 - Ottorino Pomilio, ingegnere aeronautico italiano († 1957)
- 1887 - Luigi Rizzo, comandante marittimo e ammiraglio italiano († 1951)
- 1888 - Friedrich Fromm, generale tedesco († 1945)
- 1888 - Ernst Kretschmer, psichiatra tedesco († 1964)
- 1890 - Henrich Focke, ingegnere aeronautico e imprenditore tedesco († 1979)
- 1890 - Karl Harrer, giornalista e politico tedesco († 1926)
- 1890 - Eddie Rickenbacker, aviatore statunitense († 1973)
- 1890 - Landsborough Thomson, ornitologo scozzese († 1977)
- 1890 - Philippe Thys, ciclista su strada, ciclocrossista e pistard belga († 1971)
- 1890 - Michele Viterbo, giornalista, scrittore e politico italiano († 1973)
- 1891 - Edward Fegen, militare inglese († 1940)
- 1891 - Carlo Ghigliano, calciatore e allenatore di calcio italiano († 1966)
- 1891 - Nicola Pizi, militare italiano († 1915)
- 1891 - Felice Porro, generale e aviatore italiano († 1975)
- 1892 - Giovanni Battista Bosio, arcivescovo cattolico italiano († 1967)
- 1892 - Francesco Carnevali, artista e scrittore italiano († 1987)
- 1892 - Marina Ivanovna Cvetaeva, poetessa e scrittrice russa († 1941)
- 1892 - Olof Molander, regista teatrale e regista svedese († 1966)
- 1894 - Janus van Merrienboer, arciere olandese († 1947)
- 1894 - Renato Paglianti, calciatore italiano († 1958)
- 1894 - Robert Poirier, militare e aviatore francese († 1949)
- 1894 - Richard Rokita, militare tedesco († 1976)
- 1895 - Bill Cook, hockeista su ghiaccio canadese († 1986)
- 1895 - Hazel Daly, attrice statunitense († 1987)
- 1895 - Juan Domingo Perón, generale e politico argentino († 1974)
- 1895 - Zog I di Albania, politico e militare albanese († 1961)
- 1896 - Julien Duvivier, regista, sceneggiatore e produttore cinematografico francese († 1967)
- 1896 - Angelo Frattini, giornalista, scrittore e pittore italiano († 1967)
- 1896 - Franz Peter, aviatore austro-ungarico († 1968)
- 1897 - Marcel Herrand, attore, regista e direttore teatrale francese († 1953)
- 1897 - Rouben Mamoulian, regista armeno († 1987)
- 1898 - George Davidson, velocista neozelandese († 1948)
- 1898 - Pietro Ongarelli, calciatore italiano
- 1898 - Giulio Supino, ingegnere e matematico italiano († 1978)
- 1898 - Clarence Williams, musicista e compositore statunitense († 1965)
- 1899 - Giulio Coli, politico italiano († 1975)
- 1899 - Dixie Compton, attrice statunitense († 1986)
- 1899 - René Petit, calciatore e ingegnere francese († 1989)
- 1900 - René Bastard, illustratore e scrittore francese († 1975)
- 1900 - Alfredo Carricaberry, calciatore argentino († 1942)

## XX secolo(879)
- 1901 - Jaroslav Bohata, allenatore di calcio e calciatore cecoslovacco († 1961)
- 1901 - Mark Oliphant, fisico australiano († 2000)
- 1901 - Thorsten Svensson, calciatore svedese († 1954)
- 1901 - John Tansey, attore, regista e sceneggiatore statunitense († 1971)
- 1901 - Doris Allen, psicologa statunitense († 2002)
- 1902 - Ivan Il'ič Ljudnikov, generale sovietico († 1976)
- 1903 - Yves Giraud-Cabantous, pilota automobilistico francese († 1973)
- 1903 - Ferenc Nagy, politico ungherese († 1979)
- 1903 - Elizabeth Wyn Wood, scultrice canadese († 1966)
- 1904 - François Kollar, fotografo francese († 1979)
- 1904 - Iride Motta, calciatore italiano († 1987)
- 1904 - Antonio Villamil, schermidore argentino
- 1905 - Günther Bornkamm, biblista e teologo tedesco († 1990)
- 1905 - René Cardona, regista, attore e produttore cinematografico cubano († 1988)
- 1905 - André Rollet, calciatore francese († 1985)
- 1906 - Attilio Monti, imprenditore italiano († 1994)
- 1906 - Hans Stubb, calciatore tedesco († 1973)
- 1907 - Art Babbitt, animatore, regista e attivista statunitense († 1992)
- 1907 - Pierre Bertaux, germanista francese († 1986)
- 1907 - Hugh Foot, barone Caradon, diplomatico britannico († 1990)
- 1907 - Fernand Jaccard, allenatore di calcio e calciatore svizzero († 2008)
- 1908 - Ugo Ciabattini, calciatore e aviatore italiano († 1936)
- 1908 - Adolfo Dusi, calciatore e allenatore di calcio italiano († 1984)
- 1908 - Aldo Ghizzetti, matematico italiano († 1992)
- 1908 - E.E.Y. Hales, storico inglese († 1986)
- 1908 - Mario Medici, docente e storico svizzero († 1984)
- 1908 - Ezekias Papaioannou, politico cipriota († 1988)
- 1908 - Vjačeslav Vasil'evič Ragozin, scacchista sovietico († 1962)
- 1908 - Valentino Sala, allenatore di calcio e calciatore italiano († 2002)
- 1909 - Herbert Binder, calciatore svizzero († 1989)
- 1909 - Bruno Caizzi, storico e economista italiano († 1992)
- 1909 - Gerhard Flesch, agente segreto tedesco († 1948)
- 1909 - Mack Harrell, cantante lirico, baritono e docente statunitense († 1960)
- 1909 - Bill Hewitt, giocatore di football americano statunitense († 1947)
- 1909 - Piotr Jaroszewicz, politico polacco († 1992)
- 1910 - Kirk Alyn, attore statunitense († 1999)
- 1910 - Antonio Giuseppe Angioni, vescovo cattolico italiano († 1991)
- 1910 - Paulette Dubost, attrice francese († 2011)
- 1910 - Ray Lewis, velocista canadese († 2003)
- 1910 - Roberto Sabatino Lopez, storico italiano († 1986)
- 1910 - Jonas Noreika, militare lituano († 1947)
- 1910 - Don Smith, cestista statunitense († 1994)
- 1910 - Travis Webb, pilota automobilistico statunitense († 1990)
- 1911 - Jacques Bridou, bobbista francese († 1953)
- 1911 - Norm Dawson, cestista canadese († 2003)
- 1911 - Henri Desplanques, geografo, insegnante e prete francese († 1983)
- 1911 - Elpidio Mioni, grecista, bizantinista e paleografo italiano († 1991)
- 1911 - Franco Scaramelli, calciatore italiano († 1995)
- 1911 - Han Stijkel, partigiano olandese († 1943)
- 1911 - Heinz Thilo, militare tedesco († 1945)
- 1912 - Mario Nardi, partigiano e generale italiano († 2007)
- 1912 - Günter Stephan, calciatore tedesco († 1995)
- 1912 - Max Westerkamp, hockeista su prato olandese († 1970)
- 1912 - Saul Winstein, chimico canadese († 1969)
- 1913 - Gabriel Albertí, cestista, allenatore di pallacanestro e pittore spagnolo († 1989)
- 1913 - Bernhard Cuiper, cestista tedesco († 1999)
- 1913 - Robert R. Gilruth, ingegnere aeronautico statunitense († 2000)
- 1913 - Solveig Gunbjørg Jacobsen, esploratrice norvegese († 1996)
- 1913 - Battista Restelli, presbitero e compositore italiano († 2001)
- 1913 - Secondo Ricci, calciatore italiano († 1984)
- 1914 - Cesare Boschin, presbitero italiano († 1995)
- 1914 - Jean-Toussaint Desanti, filosofo francese († 2002)
- 1914 - William Allen Egan, politico statunitense († 1984)
- 1914 - Rowland Wolfe, ginnasta statunitense († 2010)
- 1915 - Enzo Assenza, scultore, pittore e ceramista italiano († 1981)
- 1915 - Aldo Crudo, scrittore e sceneggiatore italiano († 1985)
- 1915 - Nicolas Hommel, diplomatico lussemburghese († 2001)
- 1916 - Ursula Litzman, fotografa tedesca († 2004)
- 1916 - Spark Matsunaga, politico statunitense († 1990)
- 1916 - Ines Negri, partigiana italiana († 1944)
- 1916 - Diego Parodi, vescovo cattolico italiano († 1983)
- 1917 - Billy Conn, pugile statunitense († 1993)
- 1917 - Clara Geoffroy, politica francese († 2006)
- 1917 - Philip Leacock, regista britannico († 1990)
- 1917 - Edgardo Pomini, schermidore argentino († 1958)
- 1917 - Rodney Robert Porter, biochimico inglese († 1985)
- 1917 - Paul Widowitz, cestista statunitense († 2007)
- 1918 - Alberto Bardi, pittore e partigiano italiano († 1984)
- 1918 - Livio Bassi, ufficiale e aviatore italiano († 1941)
- 1918 - Ron Randell, attore australiano († 2005)
- 1918 - Jens Christian Skou, biochimico danese († 2018)
- 1919 - Manuel Ausensi, baritono spagnolo († 2005)
- 1919 - Engelbert Koenig, calciatore austriaco († 1997)
- 1919 - Jack McGrath, pilota automobilistico statunitense († 1955)
- 1919 - Kiichi Miyazawa, politico giapponese († 2007)
- 1919 - Teruo Nakamura, militare giapponese († 1979)
- 1919 - Aldo Nicodemi, attore italiano († 1963)
- 1919 - Teresa Pàmies, scrittrice e giornalista spagnola († 2012)
- 1919 - Peter Ramsbotham, diplomatico inglese († 2010)
- 1919 - Kikuji Yamashita, pittore giapponese († 1986)
- 1920 - Emilio De Sanzuane, paroliere, compositore e editore italiano († 2012)
- 1920 - Frank Dochnal, pilota automobilistico statunitense († 2010)
- 1920 - Dorothy Dow, soprano statunitense († 2005)
- 1920 - Tullio Farabola, fotografo italiano († 1983)
- 1920 - George Ernest Goodman, militare e aviatore britannico († 1941)
- 1920 - Maxi Herber, pattinatrice artistica su ghiaccio tedesca († 2006)
- 1920 - Frank Herbert, scrittore di fantascienza statunitense († 1986)
- 1920 - Salah Nasr al-Nagumi, politico e militare egiziano († 1982)
- 1921 - Michele Giordano, giornalista, scrittore e saggista italiano († 2008)
- 1921 - Enrico Grazioli, calciatore italiano
- 1921 - Egon Jönsson, calciatore svedese († 2000)
- 1922 - Arnaldo Bixio Daini, flautista e direttore di banda italiano († 2010)
- 1922 - Gopalasamudram Narayana Iyer Ramachandran, biofisico indiano († 2001)
- 1922 - Nils Liedholm, calciatore e allenatore di calcio svedese († 2007)
- 1922 - Eileen Essell, attrice britannica († 2015)
- 1922 - Piero Zanchetta, politico italiano († 2005)
- 1923 - Michele Cataudella, filologo e critico letterario italiano († 2013)
- 1923 - Rune Emanuelsson, allenatore di calcio e calciatore svedese († 1993)
- 1923 - Francesco Loperfido, politico italiano († 2014)
- 1924 - Jack Ahearn, pilota motociclistico australiano († 2017)
- 1924 - Giuseppe Alaimo, giornalista e scrittore italiano († 1993)
- 1924 - Dionigio Borsari, calciatore italiano
- 1924 - Alphons Egli, politico svizzero († 2016)
- 1924 - Carlo Fayer, pittore e scultore italiano († 2012)
- 1924 - Aloísio Lorscheider, cardinale e arcivescovo cattolico brasiliano († 2007)
- 1924 - John Nelder, statistico britannico († 2010)
- 1924 - Rasoul Raisi, sollevatore iraniano († 2015)
- 1924 - Jack Simmons, giocatore di football americano statunitense († 1978)
- 1925 - Erhard Albrecht, filosofo tedesco († 2009)
- 1925 - Ed Bartels, cestista statunitense († 2007)
- 1925 - Irene Dalis, mezzosoprano statunitense († 2014)
- 1925 - Olle Hellbom, regista e sceneggiatore svedese († 1982)
- 1925 - Erik Melbye, cestista e pallamanista danese († 2018)
- 1925 - Andrej Donatovič Sinjavskij, scrittore e critico letterario sovietico († 1997)
- 1925 - Martin Spellman, attore statunitense († 2020)
- 1925 - Sid Tanenbaum, cestista statunitense († 1986)
- 1925 - Paul Van Hoeydonck, pittore e scultore belga († 2025)
- 1925 - Peter Wood, regista teatrale britannico († 2016)
- 1926 - Gaetano Bardini, tenore italiano († 2017)
- 1926 - Jean Coste, presbitero e storico francese († 1994)
- 1926 - Tulsi Giri, politico nepalese († 2018)
- 1926 - Louise Hay, scrittrice e editrice statunitense († 2017)
- 1926 - Álvaro Magaña, politico, avvocato e economista salvadoregno († 2001)
- 1926 - Renato Savino, regista e sceneggiatore italiano († 2008)
- 1926 - Giovanni Zarrilli, archivista e storico italiano († 1969)
- 1927 - Raymond Chow, produttore cinematografico cinese († 2018)
- 1927 - Torbjørn Falkanger, saltatore con gli sci norvegese († 2013)
- 1927 - Rolf Jahn, calciatore tedesco orientale († 2001)
- 1927 - César Milstein, biochimico argentino († 2002)
- 1927 - Juan Serrat, pallanuotista spagnolo († 2015)
- 1927 - Alessandro Spina, scrittore siriano († 2013)
- 1927 - Luis Radiche, calciatore uruguaiano
- 1928 - John Brockway, nuotatore britannico († 2009)
- 1928 - Didi, calciatore e allenatore di calcio brasiliano († 2001)
- 1928 - Don Oakes, calciatore gallese († 1977)
- 1928 - Helmut Qualtinger, attore, scrittore e drammaturgo austriaco († 1986)
- 1928 - Salvatore Sica, politico italiano († 2019)
- 1928 - Sergio Viotto, alpinista italiano († 1964)
- 1929 - Arthur Bisguier, scacchista statunitense († 2017)
- 1929 - Betty Boothroyd, politica britannica († 2023)
- 1929 - Paulinho Nogueira, cantante, compositore e chitarrista brasiliano († 2003)
- 1929 - Franklin Stahl, biochimico e genetista statunitense († 2025)
- 1930 - Pepper Adams, sassofonista statunitense († 1986)
- 1930 - Knut Andersen, calciatore norvegese († 2002)
- 1930 - Horst Borcherding, calciatore tedesco († 2015)
- 1930 - Cosetta Greco, attrice italiana († 2002)
- 1930 - Max Liniger-Goumaz, economista, sociologo e geografo svizzero († 2018)
- 1930 - Reiji Okazaki, biologo giapponese († 1975)
- 1930 - James Olson, attore statunitense († 2022)
- 1930 - Faith Ringgold, pittrice e scultrice statunitense († 2024)
- 1930 - Tōru Takemitsu, compositore giapponese († 1996)
- 1931 - Bill Brown, calciatore scozzese († 2004)
- 1931 - Giovanni Garbini, orientalista italiano († 2017)
- 1931 - Fan Ho, fotografo, regista e attore cinese († 2016)
- 1931 - Andreas Molterer, sciatore alpino austriaco († 2023)
- 1931 - John O'Brien, pallanuotista australiano († 2020)
- 1931 - Franco Cosimo Panini, editore italiano († 2007)
- 1931 - Otto Hermann Pesch, teologo tedesco († 2014)
- 1932 - Kenneth Appel, matematico statunitense († 2013)
- 1932 - Paola Piccinato, doppiatrice e dialoghista italiana
- 1932 - Antonio Pizzinato, sindacalista e politico italiano
- 1932 - Ray Reardon, giocatore di snooker gallese († 2024)
- 1932 - Normando Santos, cantante, chitarrista e compositore brasiliano
- 1932 - Hans K. Schulze, storico e diplomatista tedesco († 2013)
- 1933 - Kurt Linder, calciatore e allenatore di calcio tedesco († 2022)
- 1934 - Jaime Belmonte, calciatore messicano († 2009)
- 1934 - Ennio Contedini, scacchista italiano
- 1934 - Gerry Hitchens, calciatore inglese († 1983)
- 1934 - Martin Lippens, allenatore di calcio e calciatore belga († 2016)
- 1934 - Gioacchino Meneghetti, politico e sindacalista italiano
- 1934 - Icchokas Meras, scrittore e sceneggiatore lituano († 2014)
- 1934 - Friedrich-Wilhelm von Herrmann, filosofo tedesco († 2022)
- 1935 - Alessandro Biffignandi, illustratore, fumettista e pittore italiano († 2017)
- 1935 - Harry Lamme, pallanuotista olandese († 2019)
- 1935 - Jurij Radonjak, pugile e allenatore di pugilato sovietico († 2013)
- 1935 - Albert Roux, cuoco e imprenditore francese († 2021)
- 1935 - Art Stratton, ex hockeista su ghiaccio e allenatore di hockey su ghiaccio canadese
- 1936 - Gary Alcorn, cestista statunitense († 2006)
- 1936 - Barbara Rosemary Grant, biologa e zoologa britannica
- 1936 - Leonid Vjačeslavovič Kuravlëv, attore sovietico († 2022)
- 1936 - Giancarlo Martini, ciclista su strada italiano († 2018)
- 1936 - Enrico Nicoletti, imprenditore e criminale italiano († 2020)
- 1936 - Peter Swan, calciatore e allenatore di calcio inglese († 2021)
- 1937 - Anthony Richard Birley, storico britannico († 2020)
- 1937 - Aleksandr Ivanickij, lottatore sovietico († 2020)
- 1937 - Merle Park, ex ballerina britannica
- 1937 - Ramón Reyes, cestista panamense († 2014)
- 1938 - Constantin Abăluță, giornalista, poeta e politico rumeno († 2025)
- 1938 - Giovanni Bacis, ex calciatore italiano
- 1938 - Sonny Barger, criminale e scrittore statunitense († 2022)
- 1938 - Peter Billingham, calciatore inglese († 2019)
- 1938 - John Hansen, canottiere danese († 2022)
- 1938 - Bronislovas Lubys, politico lituano († 2011)
- 1938 - Penelope Pitou, ex sciatrice alpina statunitense
- 1938 - Cesare Reina, ex calciatore italiano
- 1938 - Mimmo Scavia, architetto, scenografo e costumista italiano
- 1938 - Jacques Stockman, calciatore belga († 2013)
- 1938 - Fred Stolle, tennista australiano († 2025)
- 1939 - Gary Anderson, ex tiratore a segno statunitense
- 1939 - Tungia Baker, attrice neozelandese († 2005)
- 1939 - Giuseppe Beghetto, ex pistard e ciclista su strada italiano
- 1939 - Vittorio Calvani, allenatore di calcio e ex calciatore italiano
- 1939 - Goffredo Canarini, cantautore, compositore e paroliere italiano († 2002)
- 1939 - Tanhum Cohen-Mintz, cestista israeliano († 2014)
- 1939 - Boris Dubrovskij, canottiere sovietico († 2023)
- 1939 - Ida Galli, attrice italiana
- 1939 - Jean-Claude Gaudin, politico francese († 2024)
- 1939 - Armando Gentilucci, compositore, musicologo e critico musicale italiano († 1989)
- 1939 - Maurice Herriott, ex siepista britannico
- 1939 - Paul Hogan, comico, cabarettista e attore australiano
- 1939 - Ėl'vira Ozolina, ex giavellottista sovietica
- 1939 - Clemente Padin, poeta uruguaiano
- 1939 - Oreste Peccedi, allenatore di sci alpino italiano († 2024)
- 1939 - Harvey Pekar, fumettista statunitense († 2010)
- 1940 - Alzek Misheff, pittore e musicista bulgaro
- 1940 - Sandro Spinetti, ex cestista italiano
- 1941 - Jesse Jackson, politico, religioso e attivista statunitense
- 1941 - Kim Phyong-hae, politico nordcoreano
- 1941 - Shane Stevens, scrittore statunitense († 2007)
- 1942 - Alfredo Cohen, cantautore e attore italiano († 2014)
- 1942 - Paolo Pillonca, giornalista e scrittore italiano († 2018)
- 1942 - Helgi Tomasson, ex ballerino, coreografo e direttore artistico islandese
- 1943 - Ennio Bìspuri, scrittore e critico cinematografico italiano
- 1943 - Chevy Chase, attore, comico e cabarettista statunitense
- 1943 - Italo Falcomatà, politico e storico italiano († 2001)
- 1943 - William Martin Morris, vescovo cattolico australiano
- 1943 - Gladstone Ofori, calciatore ghanese († 2009)
- 1943 - Carmine Stallone, politico italiano
- 1943 - R. L. Stine, scrittore, produttore televisivo e editore statunitense
- 1944 - Peter J. Bowler, storico britannico
- 1944 - William Broyles Jr., sceneggiatore statunitense
- 1944 - Ugo Cardinale, linguista italiano
- 1944 - Dale Dye, attore, militare e conduttore radiofonico statunitense
- 1944 - Claudio Lazzaro, giornalista e regista italiano († 2025)
- 1944 - Ilija Lončarević, allenatore di calcio croato
- 1944 - Susan Raye, cantante statunitense
- 1944 - Ismail Selim, ex cestista egiziano
- 1944 - Nélson Silva Pacheco, calciatore colombiano († 2025)
- 1944 - Renzo Stacchi, attore, doppiatore e direttore del doppiaggio italiano
- 1945 - Francesco Angelini, imprenditore, farmacista e giocatore di bridge italiano
- 1945 - Roberto Benvenuti, politico italiano († 2010)
- 1945 - Denny Holman, ex cestista statunitense
- 1945 - Willie Iverson, cestista statunitense († 2012)
- 1945 - Ewa Lipska, poetessa polacca
- 1945 - Ray Royer, musicista, chitarrista e compositore britannico
- 1946 - Hanan Ashrawi, politica palestinese
- 1946 - Jean-Jacques Beineix, regista e produttore cinematografico francese († 2022)
- 1946 - Jon Ekerold, pilota motociclistico sudafricano
- 1946 - Aleksandr Gorškov, danzatore su ghiaccio sovietico († 2022)
- 1946 - Chuck Kinder, scrittore statunitense († 2019)
- 1946 - Dennis Kucinich, politico e ambientalista statunitense
- 1946 - Lennox Miller, velocista giamaicano († 2004)
- 1946 - Valerij Rezancev, ex lottatore sovietico
- 1946 - Carlo Rienzi, avvocato italiano
- 1946 - Somen Banerjee, imprenditore statunitense († 1994)
- 1946 - Doug Utjesenović, ex calciatore jugoslavo
- 1946 - John T. Walton, imprenditore statunitense († 2005)
- 1947 - Bob van Asperen, clavicembalista, organista e direttore d'orchestra olandese
- 1947 - Vítor Damas, calciatore portoghese († 2003)
- 1947 - Renata De Lorenzo, storica italiana
- 1947 - Mel Judah, giocatore di poker australiano
- 1947 - Norton Knatchbull, III conte Mountbatten di Birmania, nobile inglese
- 1947 - Emiel Puttemans, ex mezzofondista e maratoneta belga
- 1947 - Kurt Rydl, basso austriaco
- 1947 - Bernard Talvard, ex schermidore francese
- 1947 - Marcello Varallo, dirigente sportivo e ex sciatore alpino italiano
- 1947 - Jimmy Wilson, cestista statunitense († 2012)
- 1948 - Enzo Baldoni, giornalista e blogger italiano († 2004)
- 1948 - Jan Baxant, vescovo cattolico ceco
- 1948 - Tilde Corsi, produttrice cinematografica italiana
- 1948 - Armand De Decker, politico belga († 2019)
- 1948 - Gottfried Helnwein, pittore, fotografo e scenografo austriaco
- 1948 - Claude Jade, attrice francese († 2006)
- 1948 - Elio Lannutti, giornalista, saggista e politico italiano
- 1948 - Pedro Alonso López, serial killer colombiano
- 1948 - Marco Olmo, ultramaratoneta italiano
- 1948 - Marcelo Picchi, attore brasiliano
- 1948 - Giandomenico Picco, diplomatico italiano († 2024)
- 1948 - Johnny Ramone, chitarrista statunitense († 2004)
- 1948 - Nini Salerno, attore, regista e cantante italiano
- 1948 - Helmuth Schmalzl, ex sciatore alpino, allenatore di sci alpino e dirigente sportivo italiano
- 1948 - Leonid Šmuc, ex calciatore sovietico
- 1948 - Baldwin Spencer, politico antiguo-barbudano
- 1949 - Christopher Dobson, chimico inglese († 2019)
- 1949 - Jay Graydon, compositore, chitarrista e produttore discografico statunitense
- 1949 - Rune Hansen, allenatore di calcio e ex calciatore norvegese
- 1949 - Carlo Starnazzi, storico dell'arte italiano († 2007)
- 1949 - Hamish Stuart, musicista, compositore e produttore discografico britannico
- 1949 - János Vajda, compositore ungherese
- 1949 - Sigourney Weaver, attrice statunitense
- 1950 - Zsuzsa Almássy, ex pattinatrice artistica su ghiaccio ungherese
- 1950 - Miguel Ángel Brindisi, allenatore di calcio e ex calciatore argentino
- 1950 - Blake Morrison, poeta e scrittore inglese
- 1950 - Sa'ud bin Fahd Al Sa'ud, principe, politico e imprenditore saudita
- 1951 - Terry Hayes, sceneggiatore, produttore cinematografico e scrittore britannico
- 1951 - Lenke Jacsó, ex cestista ungherese
- 1951 - Maki Kaji, imprenditore giapponese († 2021)
- 1951 - Beppe Montana, poliziotto italiano († 1985)
- 1951 - Marc Perrone, fisarmonicista e cantautore francese
- 1951 - Timo Salonen, ex pilota di rally finlandese
- 1952 - Pietro Ballo, tenore italiano
- 1952 - Takīs Korōnaios, ex cestista e allenatore di pallacanestro greco
- 1952 - Maria Domenica Michelotti, politica sammarinese
- 1952 - Genaro Neyra, ex calciatore peruviano
- 1952 - Czesław Siekierski, politico polacco
- 1952 - Edward Zwick, regista, sceneggiatore e produttore cinematografico statunitense
- 1952 - Marco di Castri, sassofonista e chitarrista italiano
- 1953 - Mario Aldegani, presbitero italiano
- 1953 - Eduardo Cadillac, ex cestista argentino
- 1953 - Julia Navarro, scrittrice, saggista e giornalista spagnola
- 1953 - Sandro Salvioni, allenatore di calcio e ex calciatore italiano
- 1953 - Robert Tepper, cantante statunitense
- 1954 - Ted Albrecht, ex giocatore di football americano statunitense
- 1954 - Fulvio Ballabio, ex pilota automobilistico, imprenditore e ingegnere italiano
- 1954 - Joseph-Antoine Bell, ex calciatore camerunese
- 1954 - Michael Dudikoff, attore statunitense
- 1954 - Daniela Fava, doppiatrice italiana
- 1954 - Jean Fernandez, allenatore di calcio e ex calciatore francese
- 1954 - Maciej Gąsienica Ciaptak, ex sciatore alpino polacco
- 1954 - Guillermo Mendizábal, ex calciatore messicano
- 1954 - Tom Price, politico e medico statunitense
- 1954 - Brigitte Rohde, ex velocista tedesca
- 1954 - Huub Rothengatter, ex pilota automobilistico olandese
- 1954 - Laura Rozza, politica italiana
- 1955 - Enzo Avallone, ballerino e cantante italiano († 1997)
- 1955 - Jonathan Boyer, ex ciclista su strada e pistard statunitense
- 1955 - Nino D'Agata, attore e doppiatore italiano († 2021)
- 1955 - Bill Elliott, pilota automobilistico statunitense
- 1955 - Alain Ferté, pilota automobilistico francese
- 1955 - Manrico Gammarota, attore, regista e autore televisivo italiano († 2015)
- 1955 - Darrell Hammond, imitatore, comico e cabarettista statunitense
- 1955 - Gikas Hardouvelis, economista e politico greco
- 1955 - Alan Kulwicki, pilota automobilistico statunitense († 1993)
- 1955 - Judy Martin, ex wrestler statunitense
- 1955 - Claudio Sulser, ex calciatore svizzero
- 1955 - Nedžad Verlašević, calciatore e allenatore di calcio jugoslavo († 2001)
- 1956 - Valerio Calzolaio, politico italiano
- 1956 - James Coombes, attore britannico
- 1956 - Fiona Fullerton, attrice e imprenditrice inglese
- 1956 - Johnnie Johnson, ex giocatore di football americano statunitense
- 1956 - Erman Kunter, allenatore di pallacanestro e ex cestista turco
- 1956 - Realino Marra, giurista, sociologo e scrittore italiano
- 1956 - Hiroshi Michinaga, ex arciere giapponese
- 1956 - Rašid Nurgaliev, generale e politico russo
- 1956 - Tente Sánchez, ex calciatore spagnolo
- 1956 - Janice Voss, astronauta statunitense († 2012)
- 1956 - Stephanie Zimbalist, attrice statunitense
- 1957 - Joseph Atiyeh, ex lottatore siriano
- 1957 - Michail Bondarev, allenatore di calcio a 5 e ex calciatore russo
- 1957 - Antonio Cabrini, ex calciatore e allenatore di calcio italiano
- 1957 - Miguel de Andrés, ex calciatore spagnolo
- 1957 - Grigorij Emec, ex triplista sovietico
- 1957 - Ol'ga Krištop, ex marciatrice sovietica
- 1957 - Luigi Maronese, militare e carabiniere italiano († 1981)
- 1957 - Novatus Rugambwa, arcivescovo cattolico tanzaniano
- 1957 - Michele Smargiassi, giornalista italiano
- 1957 - Richard Thompson, fumettista e illustratore statunitense († 2016)
- 1958 - Manfred Braschler, calciatore svizzero († 2002)
- 1958 - Barbara Brown, ex cestista statunitense
- 1958 - Heinz Lüdi, ex calciatore svizzero
- 1958 - Patrick Michael O'Regan, arcivescovo cattolico australiano
- 1958 - Jean-Christophe Thouvenel, ex calciatore francese
- 1958 - Ute Willing, attrice tedesca
- 1958 - Ursula von der Leyen, politica tedesca
- 1959 - Christin Cooper, ex sciatrice alpina statunitense
- 1959 - Tony Eason, ex giocatore di football americano statunitense
- 1959 - Gavin Friday, cantautore e attore irlandese
- 1959 - Steven Katz, sceneggiatore statunitense
- 1959 - Carlos Noriega, ex astronauta peruviano
- 1959 - Caroline Paulus, modella, cantante e attrice francese
- 1959 - Jørgen Vagn Pedersen, ex ciclista su strada, pistard e dirigente sportivo danese
- 1959 - Mike Teague, rugbista a 15 inglese
- 1959 - Antonio Tempestilli, dirigente sportivo, allenatore di calcio e ex calciatore italiano
- 1959 - Christian Waldner, politico italiano († 1997)
- 1960 - Andrea Anastasi, allenatore di pallavolo e ex pallavolista italiano
- 1960 - Reed Hastings, imprenditore e filantropo statunitense
- 1960 - Ammar Khammash, architetto, designer e artista giordano
- 1960 - Lorenzo Milá, giornalista spagnolo
- 1960 - Ralf Minge, allenatore di calcio e ex calciatore tedesco
- 1960 - Juryj Puntus, allenatore di calcio e ex calciatore bielorusso
- 1960 - Eduardo Santamaria, ex giocatore di calcio a 5 argentino
- 1960 - Rimantas Šadžius, politico lituano
- 1961 - Billy Cannon Jr., ex giocatore di football americano statunitense
- 1961 - Giuseppe Carboni, giornalista italiano
- 1961 - Cheope, paroliere e pittore italiano
- 1961 - Hervé Cultru, storico e insegnante francese
- 1961 - Maria Cristina Messa, medico e politica italiana
- 1961 - Michie Nakatani, bassista, cantante e compositrice giapponese
- 1961 - Kenny Orange, ex cestista statunitense
- 1961 - Jon Stevens, cantante neozelandese
- 1961 - Giovanni Venosta, compositore e pianista italiano
- 1962 - Uwe Bellmann, ex fondista tedesco
- 1962 - Marco Bolis, allenatore di calcio e ex calciatore italiano
- 1962 - Svetlana Černeva, ex tennista sovietica
- 1962 - Walter Rauscher, storico austriaco
- 1962 - Bruno Thiry, ex pilota di rally belga
- 1963 - Armando Cusani, politico italiano
- 1963 - Şerif Erol, attore turco
- 1963 - Antonio Guido Filipazzi, arcivescovo cattolico italiano
- 1963 - Francesco Fontana, scrittore italiano
- 1963 - Holger Freitag, ex saltatore con gli sci tedesco orientale
- 1963 - Stefano Ianne, compositore, polistrumentista e inventore italiano
- 1963 - Didier Méda, sciatore freestyle francese († 2000)
- 1963 - Giridhar Rao, linguista e esperantista indiano
- 1963 - David Yates, regista e produttore televisivo britannico
- 1964 - Jakob Arjouni, scrittore tedesco († 2013)
- 1964 - Stéphane Aubier, regista e sceneggiatore belga
- 1964 - Evelin Banev, imprenditore bulgaro
- 1964 - Marina Borovskaja, economista e docente russa
- 1964 - Ian Hart, attore britannico
- 1964 - Alan Knill, allenatore di calcio e ex calciatore gallese
- 1964 - Luiz Felipe Faria de Azevedo, ex cestista brasiliano
- 1964 - Hlynur Stefánsson, ex calciatore islandese
- 1964 - Luisa Torsi, chimica italiana
- 1964 - CeCe Winans, cantante, produttrice discografica e scrittrice statunitense
- 1965 - Matt Biondi, ex nuotatore statunitense
- 1965 - Carlo Cracco, cuoco, personaggio televisivo e gastronomo italiano
- 1965 - Jean-Marc Delétang, pilota motociclistico francese
- 1965 - Francesco Fonte, ex calciatore italiano
- 1965 - Peter Greene, attore statunitense
- 1965 - Harri Koskela, ex lottatore finlandese
- 1965 - Douglas McDonald, arbitro di calcio scozzese
- 1965 - C.J. Ramone, musicista statunitense
- 1965 - Song Lianyong, ex calciatore cinese
- 1965 - Burr Steers, regista, sceneggiatore e attore statunitense
- 1965 - Andrzej Wroński, ex lottatore polacco
- 1965 - Igor' Žižikin, attore russo
- 1965 - Lorenzo di Las Plassas, giornalista e conduttore televisivo italiano
- 1966 - Art Barr, wrestler statunitense († 1994)
- 1966 - Alessandro Bertoni, allenatore di calcio e ex calciatore italiano
- 1966 - Kerstin Gier, scrittrice tedesca
- 1966 - Olaf Janßen, allenatore di calcio e ex calciatore tedesco
- 1966 - David Kustoff, politico statunitense
- 1966 - Mileta Lisica, cestista jugoslavo († 2020)
- 1966 - Claire Messud, scrittrice statunitense
- 1966 - Krzysztof Mikołajewski, ex giocatore di calcio a 5 polacco
- 1966 - Karyn Parsons, attrice statunitense
- 1966 - Tabea Zimmermann, violista tedesca
- 1967 - Alberto Battinelli, ex pallanuotista italiano
- 1967 - Joi Cardwell, cantautrice, produttrice discografica e scrittrice statunitense
- 1967 - Primož Gliha, allenatore di calcio e ex calciatore sloveno
- 1967 - Federico Memola, fumettista italiano († 2019)
- 1967 - Teddy Riley, produttore discografico, cantautore e musicista statunitense
- 1967 - Nicoletta Zanini, soprano italiano
- 1967 - Alexander Zorniger, allenatore di calcio tedesco
- 1968 - Faisal Al-Dosari, calciatore bahreinita († 2021)
- 1968 - Piluca Alonso, ex cestista spagnola
- 1968 - Ali Benarbia, ex calciatore algerino
- 1968 - Zvonimir Boban, dirigente sportivo e ex calciatore croato
- 1968 - Curtis Fleming, ex calciatore e allenatore di calcio irlandese
- 1968 - Chima Okorie, ex calciatore nigeriano
- 1968 - Emily Procter, attrice statunitense
- 1968 - Samir Ələkbərov, allenatore di calcio e ex calciatore azero
- 1969 - Roberto Amaro, ex cestista cubano
- 1969 - Julia Ann, attrice pornografica e regista statunitense
- 1969 - Jeremy Davies, attore statunitense
- 1969 - Arthur Defensor Jr., politico filippino
- 1969 - Dylan Neal, attore canadese
- 1969 - Peanut Butter Wolf, disc jockey, beatmaker e produttore discografico statunitense
- 1969 - Laurent Viaud, ex calciatore e allenatore di calcio francese
- 1970 - Mads Andersen, giocatore di poker danese
- 1970 - Stéphane Bijoux, giornalista e politico francese
- 1970 - Mark Buford, ex cestista statunitense
- 1970 - Matt Damon, attore, produttore cinematografico e sceneggiatore statunitense
- 1970 - Vladimíra Danišková, ex cestista slovacca
- 1970 - Anne-Marie Duff, attrice britannica
- 1970 - Marius Hurter, ex rugbista a 15 e allenatore di rugby a 15 sudafricano
- 1970 - Randa Kassis, politica siriana
- 1970 - Gauri Khan, produttrice cinematografica indiana
- 1970 - Sadiq Khan, politico e avvocato britannico
- 1970 - Karin Köllerer, ex sciatrice alpina austriaca
- 1970 - Elena Molinari, giornalista e saggista italiana
- 1970 - Annie Morton, supermodella statunitense
- 1970 - Mathieu Ngudjolo Chui, militare della Repubblica Democratica del Congo
- 1970 - Tetsuya Nomura, disegnatore e autore di videogiochi giapponese
- 1970 - Soon-yi Previn, sudcoreana
- 1970 - Mighty Mo, kickboxer e artista marziale misto samoano americano
- 1970 - Mayrín Villanueva, attrice e modella messicana
- 1971 - Gary Collier, ex cestista statunitense
- 1971 - Neil Cox, allenatore di calcio e ex calciatore britannico
- 1971 - Marc Ellis, rugbista a 13, rugbista a 15 e imprenditore neozelandese
- 1971 - Ralph Gebstedt, ex saltatore con gli sci tedesco
- 1971 - Krynauw Otto, ex rugbista a 15 e imprenditore sudafricano
- 1971 - Miran Pavlin, ex calciatore sloveno
- 1971 - Roberto Ríos Patus, ex calciatore spagnolo
- 1971 - Sean, rapper, cantante e writer sudafricano
- 1971 - Pinar Selek, sociologa, scrittrice e attivista turca
- 1971 - Monty Williams, allenatore di pallacanestro e ex cestista statunitense
- 1972 - Enrique Arce, attore spagnolo
- 1972 - Terry Balsamo, chitarrista statunitense
- 1972 - Deirdre Demet Barry, ex ciclista su strada e ex pattinatrice di velocità su ghiaccio statunitense
- 1972 - Roger Finjord, allenatore di calcio norvegese
- 1972 - Lars Joachim Grimstad, ex calciatore norvegese
- 1972 - Hicham Hamdouchi, scacchista marocchino
- 1972 - Hamzah Idris, ex calciatore saudita
- 1972 - Viktor Trenevski, ex calciatore macedone
- 1972 - Stanislav Varga, ex calciatore slovacco
- 1973 - Arsen Avetisyan, ex calciatore armeno
- 1973 - Jim Fairchild, cantautore e chitarrista statunitense
- 1973 - Mario Fasano, ex calciatore belga
- 1973 - Graziano Galatone, cantante e attore teatrale italiano
- 1973 - Petr Ton, ex hockeista su ghiaccio ceco
- 1973 - Alberto Undiano Mallenco, ex arbitro di calcio spagnolo
- 1973 - Torben Wosik, tennistavolista tedesco
- 1974 - Romeu Almeida, ex calciatore portoghese
- 1974 - Alessandro Amorese, politico e saggista italiano
- 1974 - Didier Angibeaud, ex calciatore camerunese
- 1974 - Michel Bampély, artista, sociologo e poeta francese
- 1974 - Mark Beard, allenatore di calcio e ex calciatore inglese
- 1974 - Mario Bonaccorso, giornalista e blogger italiano
- 1974 - Latina Davis, ex cestista statunitense
- 1974 - Massimo Demartis, allenatore di calcio e ex calciatore italiano
- 1974 - Adam Foulds, scrittore e poeta britannico
- 1974 - Rashard Griffith, ex cestista statunitense
- 1974 - Giovanni Gualdoni, scrittore, fumettista e sceneggiatore italiano
- 1974 - Martin Henderson, attore neozelandese
- 1974 - Candy Lo, attrice e cantautrice cinese
- 1974 - Csaba Madar, ex calciatore ungherese
- 1974 - Bruno Mantovani, compositore francese
- 1974 - Aneela Mirza, cantante danese
- 1974 - Fredrik Modin, ex hockeista su ghiaccio svedese
- 1974 - Kōji Murofushi, ex martellista giapponese
- 1974 - Rossella Muroni, attivista e politica italiana
- 1974 - Gabriel Ruggieri, ex calciatore argentino
- 1974 - Rashaan Salaam, giocatore di football americano statunitense († 2016)
- 1974 - Reto Stirnimann, allenatore di hockey su ghiaccio e ex hockeista su ghiaccio svizzero
- 1974 - Ivan Trabalík, ex calciatore slovacco
- 1974 - Orit Wolf, pianista e compositrice israeliana
- 1974 - Zoran Zaev, politico macedone
- 1974 - Henric de la Cour, cantante svedese
- 1975 - Tahmima Anam, scrittrice e giornalista bangladese
- 1975 - Julia Dufvenius, attrice svedese
- 1975 - Tat'jana Grigor'eva, ex astista russa
- 1975 - Massimo Guarini, autore di videogiochi italiano
- 1975 - Fabio Ilacqua, cantautore, paroliere e compositore italiano
- 1975 - Jack Lester, allenatore di calcio e ex calciatore inglese
- 1975 - Marc Molinaro, politico statunitense
- 1975 - Leonardo Morales, calciatore honduregno
- 1975 - Michail Osinov, allenatore di calcio e ex calciatore russo
- 1975 - Laëtitia Pujol, ex ballerina francese
- 1975 - Tyson Wheeler, ex cestista e allenatore di pallacanestro statunitense
- 1976 - Kelly Armstrong, politico statunitense
- 1976 - Galo Blanco, allenatore di tennis e ex tennista spagnolo
- 1976 - Lars Blixt, ex calciatore norvegese
- 1976 - Ernst Dospel, allenatore di calcio e ex calciatore austriaco
- 1976 - Bas Eickhout, politico olandese
- 1976 - Purrel Fränkel, ex calciatore surinamese
- 1976 - Andrea Giaccone, politico italiano
- 1976 - Renate Groenewold, ex pattinatrice di velocità su ghiaccio olandese
- 1976 - Jennifer Koh, violinista statunitense
- 1976 - Roland Kollmann, ex calciatore austriaco
- 1976 - Sian Lewis, pentatleta britannica
- 1976 - Dickon Mitchell, politico grenadino
- 1976 - Blockhead, produttore discografico, musicista e disc jockey statunitense
- 1976 - Toi8, animatore e illustratore giapponese
- 1976 - Tsai Pei-ying, ex cestista taiwanese
- 1976 - Jurica Vučko, allenatore di calcio e ex calciatore croato
- 1977 - Madelon Baans, ex nuotatrice olandese
- 1977 - Dmitrij Borodin, ex calciatore russo
- 1977 - Anne-Caroline Chausson, ex ciclista di BMX e mountain biker francese
- 1977 - Enrico Fontanelli, tastierista, compositore e produttore discografico italiano († 2014)
- 1977 - Mitsuru Hattori, fumettista giapponese
- 1977 - Reese Hoffa, pesista statunitense
- 1977 - Sylvain Mainier, ex cestista francese
- 1977 - Mark Nielsen, tennista neozelandese
- 1977 - Duncan Pow, attore britannico
- 1977 - Zahari Sirakov, ex calciatore bulgaro
- 1977 - Sergej Ulegin, canoista russo
- 1977 - Andy Williams, ex calciatore inglese
- 1978 - Marc Colombo, ex giocatore di football americano statunitense
- 1978 - Antonino D'Agostino, calciatore italiano
- 1978 - Angelo Dolfini, ex pattinatore artistico su ghiaccio italiano
- 1978 - Marius Iordache, ex calciatore rumeno
- 1978 - Gary McCutcheon, ex calciatore scozzese
- 1978 - Mick O'Driscoll, ex rugbista a 15 irlandese
- 1978 - Mario Watler, ex calciatore britannico
- 1979 - Paul Burchill, ex wrestler britannico
- 1979 - Peter Bylund, ex sciatore alpino svedese
- 1979 - Fernando Codá Marques, matematico brasiliano
- 1979 - Demetrio Greco, allenatore di calcio e ex calciatore italiano
- 1979 - Kristanna Loken, attrice e modella statunitense
- 1979 - Ryan Pickett, giocatore di football americano statunitense
- 1979 - Goran Sablić, allenatore di calcio e ex calciatore croato
- 1979 - Alexander Shelley, direttore d'orchestra britannico
- 1979 - Kenny Solomon, scacchista sudafricano
- 1979 - Patrick Watson, cantautore e musicista canadese
- 1980 - Jakob Augustsson, ex calciatore e allenatore di calcio svedese
- 1980 - Kasper Bøgelund, ex calciatore danese
- 1980 - Tony Buckley, ex rugbista a 15 irlandese
- 1980 - Nick Cannon, attore, conduttore televisivo e rapper statunitense
- 1980 - Branislav Mezei, hockeista su ghiaccio slovacco
- 1980 - The Miz, wrestler, attore e personaggio televisivo statunitense
- 1980 - Rahim Ouédraogo, ex calciatore burkinabé
- 1980 - J. R. Ramirez, attore cubano
- 1980 - António Manuel Ribeiro, ex calciatore portoghese
- 1980 - Sherine, cantante e attrice egiziana
- 1980 - Ekaterina Vinogradova, ex nuotatrice russa
- 1980 - Robert Vrečer, ex ciclista su strada e mountain biker sloveno
- 1980 - Mamadou Zongo, ex calciatore burkinabé
- 1980 - Manuel De Vecchi, ciclista di BMX italiano
- 1980 - Michel von Tell, imprenditore, giornalista e cabarettista svizzero
- 1981 - Anja Boche, attrice tedesca
- 1981 - Brian Chase, ex cestista statunitense
- 1981 - Jenova Chen, informatico cinese
- 1981 - Sten Ove Eike, calciatore norvegese
- 1981 - Katrin Garfoot, ex ciclista su strada australiana
- 1981 - Juan Carlos Infante, ex giocatore di baseball venezuelano
- 1981 - Chris Killen, ex calciatore neozelandese
- 1981 - Vladimir Kisenkov, ex calciatore russo
- 1981 - Rodrigo Miranda, sciatore nautico cileno
- 1981 - Matteo Morandi, ginnasta italiano
- 1981 - Reque Newsome, cestista statunitense
- 1981 - Mike Rome, wrestler statunitense
- 1981 - Ruby, modella, cantante e attrice egiziana
- 1981 - Dmitrij Safronov, maratoneta russo
- 1981 - Zhao Ruirui, ex pallavolista cinese
- 1981 - Davide Zoboli, ex calciatore italiano
- 1982 - Termanology, rapper statunitense
- 1982 - Jeremy Kelly, ex cestista statunitense
- 1982 - Arata Kodama, allenatore di calcio e ex calciatore giapponese
- 1982 - Chizuru Kotō, ex pallavolista giapponese
- 1982 - Mei Xiwen, giocatore di snooker cinese
- 1982 - Jordan Opoku, ex calciatore ghanese
- 1982 - Enrico Pantaleoni, giocatore di calcio a 5 italiano
- 1982 - Mike Scifres, giocatore di football americano statunitense
- 1982 - Annemiek van Vleuten, ex ciclista su strada, pistard e ciclocrossista olandese
- 1983 - Mario Cassano, ex calciatore italiano
- 1983 - Eduardo Ferreira, ex calciatore brasiliano
- 1983 - Michael Fraser, ex calciatore scozzese
- 1983 - Oleksandra Matvijčuk, avvocata ucraina
- 1983 - Travis Pastrana, pilota motociclistico statunitense
- 1983 - Anna Pollatou, ginnasta greca († 2014)
- 1983 - Daimí Ramírez, pallavolista cubana
- 1983 - Dmytro Razumkov, politico ucraino
- 1983 - Ingrid Marie Rivera, modella portoricana
- 1983 - Rəşad Əbülfəz Sadıqov, ex calciatore azero
- 1983 - Jochen Schöps, pallavolista tedesco
- 1983 - Gamze Topuz, attrice turca
- 1984 - Zbigniew Bródka, pattinatore di velocità su ghiaccio polacco
- 1984 - Keydren Clark, ex cestista statunitense
- 1984 - Tansey Coetzee, modella sudafricana
- 1984 - Domenik Hixon, giocatore di football americano statunitense
- 1984 - Tomáš Kazár, calciatore ceco
- 1984 - Iiro Luoto, ex giocatore di football americano finlandese
- 1984 - Mihai Mincă, calciatore rumeno
- 1984 - Kodjovi Obilalé, ex calciatore togolese
- 1984 - Francesco Pianeta, pugile italiano
- 1984 - Sejad Salihović, allenatore di calcio e ex calciatore bosniaco
- 1984 - Goran Vrbanc, ex cestista croato
- 1984 - Eugena Washington, modella statunitense
- 1984 - Dioh Williams, calciatore liberiano
- 1984 - Emily Williams, cantante neozelandese
- 1984 - Joséphine de La Baume, attrice, modella e cantante francese
- 1985 - Daniel Arreola, ex calciatore messicano
- 1985 - Simone Bolelli, tennista italiano
- 1985 - Jason Boone, ex cestista statunitense
- 1985 - Riccardo Cazzola, ex calciatore italiano
- 1985 - Werner Grabherr, allenatore di calcio e ex calciatore austriaco
- 1985 - Ryan Grant, rugbista a 15 britannico
- 1985 - Morghan King, sollevatrice statunitense
- 1985 - Vladïmïr Logïnovskïý, calciatore kazako
- 1985 - Frane Lojić, allenatore di calcio e ex calciatore croato
- 1985 - Bruno Mars, cantautore e produttore discografico statunitense
- 1985 - Monique Ngo Ndjock, ex cestista camerunese
- 1985 - Jaycee Okwunwanne, ex calciatore nigeriano
- 1985 - Razak Omotoyossi, calciatore beninese
- 1985 - Elliphant, cantante e cantautrice svedese
- 1985 - Tom Schnell, ex calciatore lussemburghese
- 1985 - Eiji Wentz, cantante e attore giapponese
- 1986 - Will Brooks, artista marziale misto statunitense
- 1986 - Fabrizio Cacciatore, allenatore di calcio e ex calciatore italiano
- 1986 - Édgar Castillo, ex calciatore messicano
- 1986 - Flavio Di Muro, politico italiano
- 1986 - Camilla Herrem, pallamanista norvegese
- 1986 - Osas Saha, calciatore nigeriano
- 1986 - Francisco Montañés, ex calciatore spagnolo
- 1986 - Michael Obiora, attore e sceneggiatore britannico
- 1986 - Michele Sepe, rugbista a 15 italiano
- 1986 - Mario Sonnleitner, allenatore di calcio e ex calciatore austriaco
- 1987 - Nicolas Bean, ex pattinatore di short track canadese
- 1987 - Duda Beat, cantautrice brasiliana
- 1987 - Andreas Brantelid, violoncellista svedese
- 1987 - Frankie Brown, calciatrice scozzese
- 1987 - Florian Fandler, tuffatore tedesco
- 1987 - Aya Hirano, cantante e doppiatrice giapponese
- 1987 - Larrys Mabiala, ex calciatore congolese (Repubblica Democratica del Congo)
- 1987 - Danielle McCray, cestista statunitense
- 1987 - Susanto Megaranto, scacchista indonesiano
- 1987 - Batkhuyagiin Möngöntuul, scacchista mongola
- 1987 - Yūichi Nakamura, attore giapponese
- 1987 - Hanne Gaby Odiele, modella belga
- 1987 - Taylor Price, giocatore di football americano statunitense
- 1987 - Ksenia Solo, attrice canadese
- 1987 - Tyrone Sterling, calciatore inglese
- 1987 - Semir Štilić, ex calciatore bosniaco
- 1987 - István Veréb, lottatore ungherese
- 1988 - Sio, fumettista e youtuber italiano
- 1988 - Federico Costa, ex calciatore argentino
- 1988 - Max Felder, attore e doppiatore tedesco
- 1988 - Travis Franklin, ex cestista statunitense
- 1988 - Matteo Giupponi, marciatore italiano
- 1988 - Marvin Hamilton, calciatore inglese
- 1988 - Əfran İsmayılov, ex calciatore azero
- 1988 - Andrej Alekseevič Ivanov, ex calciatore russo
- 1988 - Vladislav Lantratov, ballerino russo
- 1988 - Yousif Mirza, ex ciclista su strada e pistard emiratino
- 1988 - Frédéric Nimani, calciatore francese
- 1988 - Gastón Pagano, ex calciatore uruguaiano
- 1988 - Uendel Pereira Gonçalves, ex calciatore brasiliano
- 1988 - Vincenzo Rennella, ex calciatore francese
- 1988 - Veronica Smedh, ex sciatrice alpina svedese
- 1989 - Max Hartung, schermidore tedesco
- 1989 - Ibson Pereira de Melo, calciatore brasiliano
- 1989 - Kushtrim Lushtaku, calciatore kosovaro
- 1989 - Dugary Ndabashinze, ex calciatore burundese
- 1989 - Devereaux Peters, ex cestista statunitense
- 1989 - Rabah Slimani, rugbista a 15 francese
- 1989 - Armand Traoré, ex calciatore francese
- 1989 - Stijn Wuytens, calciatore belga
- 1990 - Sara Bottarelli, mezzofondista e fondista di corsa in montagna italiana
- 1990 - Sanne Cant, ex ciclocrossista, ex mountain biker e ex ciclista su strada belga
- 1990 - Karl Darlow, calciatore inglese
- 1990 - Filip Dumić, cestista serbo
- 1990 - Laura Fusetti, ex calciatrice italiana
- 1990 - Felipe Gutiérrez, ex calciatore cileno
- 1990 - Tom Rhys Harries, attore gallese
- 1990 - Bryan Linssen, calciatore olandese
- 1990 - Arturo Mina, calciatore ecuadoriano
- 1990 - Ezequiel Muñoz, calciatore argentino
- 1990 - David Rundblad, hockeista su ghiaccio svedese
- 1990 - Rafael Silva dos Santos, calciatore brasiliano
- 1990 - Miguel Vieira, ex calciatore portoghese
- 1991 - Cao Shuo, triplista cinese
- 1991 - Bakermat, produttore discografico, compositore e disc jockey olandese
- 1991 - Adam Forshaw, calciatore inglese
- 1991 - Fernando Gaibor, calciatore ecuadoriano
- 1991 - Owayne Gordon, calciatore giamaicano
- 1991 - David Jablonský, calciatore ceco
- 1991 - Jonáš Kašpar, canoista ceco
- 1991 - Aljaksandr Makas', calciatore bielorusso
- 1991 - Kobi Marimi, cantante israeliano
- 1991 - Enrico Miglioranzi, hockeista su ghiaccio italiano
- 1991 - Willyan Mimbela, calciatore peruviano
- 1991 - Antonio Raíllo, calciatore spagnolo
- 1991 - David Stephens, calciatore gallese
- 1991 - Simone Rossi, ex rugbista a 15 italiano
- 1991 - Laura Saccomani, pallavolista italiana
- 1991 - Shan Danna, ex pallavolista cinese
- 1991 - Mari Sánchez, sollevatrice colombiana
- 1991 - Rustam Tulaganov, pugile uzbeko
- 1991 - Giovanni Zarfino, calciatore uruguaiano
- 1992 - Ahmed Juma, calciatore bahreinita
- 1992 - Lucas Alario, calciatore argentino
- 1992 - Francisco Cubelos, canoista spagnolo
- 1992 - Elliot Daly, rugbista a 15 britannico
- 1992 - Jasmin Eder, calciatrice austriaca
- 1992 - Viktor Gaddefors, cestista svedese
- 1992 - Chelsea Gray, cestista statunitense
- 1992 - Daniel Johnson, calciatore giamaicano
- 1992 - Maria João Koehler, tennista portoghese
- 1992 - Nick Kuipers, calciatore olandese
- 1992 - Lidzija Marozava, tennista bielorussa
- 1992 - Mangok Mathiang, cestista sudsudanese
- 1992 - Alexandria Mills, modella statunitense
- 1992 - Kevin Mwamba, giocatore di football americano francese
- 1992 - Terran Petteway, cestista statunitense
- 1992 - Giandomenico Salvadori, fondista italiano
- 1992 - Yunus Sonsırma, cestista turco
- 1993 - Gabriela Capová, sciatrice alpina ceca
- 1993 - Daniele D'Onofrio, mezzofondista e maratoneta italiano
- 1993 - Marcelo Djaló, calciatore spagnolo
- 1993 - Harold Fonseca, calciatore honduregno
- 1993 - Oliver Janso, calciatore slovacco
- 1993 - D.J. Johnson, cestista statunitense
- 1993 - Angus T. Jones, attore statunitense
- 1993 - Pierpaolo Marini, cestista italiano
- 1993 - Formose Mendy, calciatore francese
- 1993 - Garbiñe Muguruza, ex tennista spagnola
- 1993 - Koldo Obieta, calciatore spagnolo
- 1993 - Špiro Peričić, calciatore croato
- 1993 - Molly Quinn, attrice e doppiatrice statunitense
- 1993 - Aron Sigurðarson, calciatore e ex giocatore di calcio a 5 islandese
- 1993 - Barbara Palvin, supermodella ungherese
- 1993 - Jorge Ureña, multiplista spagnolo
- 1993 - Kenneth Van Rooy, ciclista su strada belga
- 1993 - Bubba Wallace, pilota automobilistico statunitense
- 1993 - Liza van der Most, calciatrice olandese
- 1994 - Hiroki Akino, calciatore giapponese
- 1994 - Mauro Andrés Caballero, calciatore paraguaiano
- 1994 - Winona Oak, cantautrice svedese
- 1994 - Manuel Feil, calciatore tedesco
- 1994 - Pavel Grunt, cestista ceco
- 1994 - Luca Hänni, cantante e polistrumentista svizzero
- 1994 - Lucas Jensen, calciatore danese
- 1994 - Juan Ríos Lopera, tuffatore colombiano
- 1994 - Deshawon Nembhard, calciatore beliziano
- 1994 - Kōnstantinos Panagī, calciatore cipriota
- 1994 - Leart Paqarada, calciatore tedesco
- 1994 - Adam Pavlásek, tennista ceco
- 1994 - Maximiliano Pérez, calciatore uruguaiano
- 1994 - Adam Ståhl, calciatore svedese
- 1994 - Sekou Wiggs, cestista statunitense
- 1995 - Grayson Allen, cestista statunitense
- 1995 - Alla Belins'ka, lottatrice ucraina
- 1995 - Courtney Taylor Burness, attrice statunitense
- 1995 - Adrián Chovan, calciatore slovacco
- 1995 - Yacine Diop, cestista senegalese
- 1995 - Lewis Ludlam, rugbista a 15 britannico
- 1995 - Martin Olesen, maratoneta danese
- 1995 - Ouleymata Sarr, calciatrice francese
- 1995 - Vincent Sierro, calciatore svizzero
- 1995 - Katie Summerhayes, ex sciatrice freestyle britannica
- 1995 - G Herbo, rapper e cantautore statunitense
- 1996 - Ola Aina, calciatore inglese
- 1996 - Michael Battistini, calciatore sammarinese
- 1996 - Devontae Cacok, cestista statunitense
- 1996 - Malcom Edjouma, calciatore francese
- 1996 - Pablo Nicolás López, calciatore uruguaiano
- 1996 - Duke Shelley, giocatore di football americano statunitense
- 1996 - Carles Soria, calciatore spagnolo
- 1996 - Sara Sorribes Tormo, tennista spagnola
- 1996 - Sara Takanashi, saltatrice con gli sci giapponese
- 1996 - Jerry Tillery, giocatore di football americano statunitense
- 1997 - Asumah Abubakar, calciatore ghanese
- 1997 - Djimy Alexis, calciatore haitiano
- 1997 - Nazim Babayev, triplista azero
- 1997 - Steven Bergwijn, calciatore olandese
- 1997 - Fernanda Contreras Gómez, tennista messicana
- 1997 - Andrew Jung, calciatore francese
- 1997 - Josh Kerr, mezzofondista britannico
- 1997 - Jasmine Keys, cestista italiana
- 1997 - Takahiro Kunimoto, calciatore giapponese
- 1997 - Dejan Ljubicic, calciatore austriaco
- 1997 - Jimmy Marín, calciatore costaricano
- 1997 - Marco Odermatt, sciatore alpino svizzero
- 1997 - Erik Prekop, calciatore slovacco
- 1997 - Sərtan Taşqın, calciatore azero
- 1997 - Bella Thorne, attrice e cantante statunitense
- 1997 - Ruth Usoro, lunghista e triplista nigeriana
- 1997 - Ben White, calciatore inglese
- 1997 - Nathan de Medina, calciatore belga
- 1998 - Miriam Bulgaru, tennista romena
- 1998 - Asaka Hosokawa, nuotatrice artistica giapponese
- 1998 - Alistair Johnston, calciatore canadese
- 1998 - Maja Storck, pallavolista svizzera
- 1998 - Aleksej Tataev, calciatore georgiano
- 1998 - Riccardo Visconti, cestista italiano
- 1998 - Akane Yanagisawa, nuotatrice artistica giapponese
- 1998 - Ptazeta, rapper spagnola
- 1999 - Pietro Arese, mezzofondista e siepista italiano
- 1999 - Michael Cooper, calciatore inglese
- 1999 - Souleymane Diaby, calciatore ivoriano
- 1999 - Akbar Djuraev, sollevatore uzbeko
- 1999 - Artëm Galunin, combinatista nordico russo
- 1999 - Ion Gheorghe, calciatore rumeno
- 1999 - Lovro Majkić, calciatore croato
- 1999 - Lennard Maloney, calciatore statunitense
- 1999 - Fábián Marozsán, tennista ungherese
- 1999 - Đorđe Petrović, calciatore serbo
- 1999 - Irene Santi, calciatrice italiana
- 1999 - Sveva Schiazzano, nuotatrice italiana
- 1999 - Jamie Shackleton, calciatore inglese
- 1999 - Keydomar Vallenilla, sollevatore venezuelano
- 1999 - Luīze Šepte, cestista lettone
- 2000 - Alexandru Cîmpanu, calciatore rumeno
- 2000 - Josh Hall, cestista statunitense
- 2000 - Anna Pirovano, nuotatrice italiana
- 2000 - Igor Savić, calciatore bosniaco
- 2000 - Fabrício Santos, calciatore brasiliano

## XXI secolo(32)
- 2001 - Reece Beekman, cestista statunitense
- 2001 - Tyler Bilyard, mezzofondista britannico
- 2001 - Ibrahim Buhari, calciatore nigeriano
- 2001 - Alfred Collins, giocatore di football americano statunitense
- 2001 - Bogdan-Daniel Deac, scacchista rumeno
- 2001 - Matisse Didden, calciatore belga
- 2001 - Cecilie Fløe, calciatrice danese
- 2001 - Huh Yunjin, cantante e cantautrice statunitense
- 2001 - Percy Hynes White, attore canadese
- 2001 - Daniil Kornjušin, calciatore russo
- 2001 - Lo Chia-ling, taekwondoka taiwanese
- 2001 - Kareem Hatem Mersal, lunghista italiano
- 2001 - Bali Mumba, calciatore inglese
- 2001 - Massamba N'Diaye, calciatore senegalese
- 2001 - Peyton Stearns, tennista statunitense
- 2001 - Witan Sulaeman, calciatore indonesiano
- 2002 - Antonio Djakovic, nuotatore svizzero
- 2002 - Adonai Mitchell, giocatore di football americano statunitense
- 2002 - Ole Theiler, ciclista su strada tedesco
- 2002 - Brian Thomas Jr., giocatore di football americano statunitense
- 2002 - Zheng Qinwen, tennista cinese
- 2003 - Ángela Aguilar, cantante messicana
- 2003 - Alexsander Christian Gomes da Costa, calciatore brasiliano
- 2003 - Soungoutou Magassa, calciatore francese
- 2003 - Jeremía Recoba, calciatore uruguaiano
- 2003 - Marios Tzavidas, ex calciatore greco
- 2004 - Mohamed Aboubakar Bamba, calciatore ivoriano
- 2004 - Alexa Brabec, combinatista nordica statunitense
- 2004 - Isaiah Collier, cestista statunitense
- 2004 - Julia Ituma, pallavolista italiana († 2023)
- 2005 - Alison Mackie, fondista canadese
- 2009 - Gordon Cormier, attore canadese

## Senza anno specificato(1)
- Diane Pernet, giornalista e fotografa statunitense